# Mariano Barbasán Lagueruela

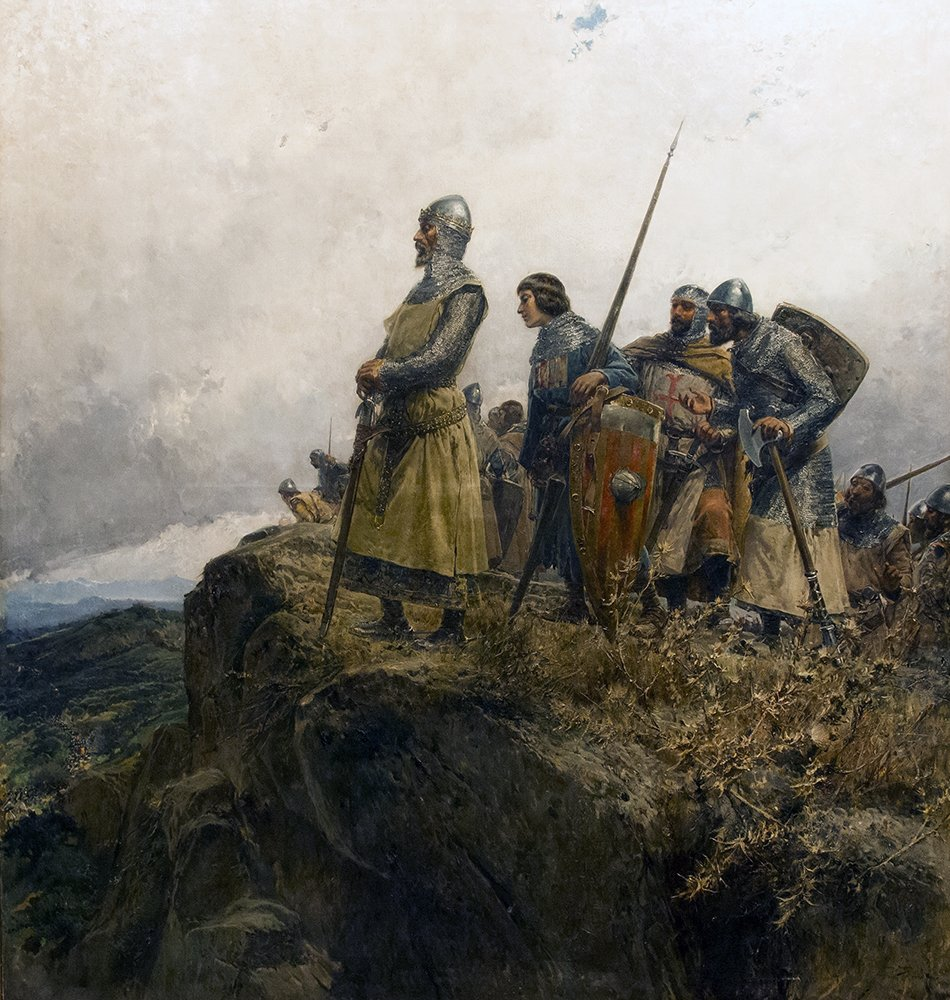
Pere III el Gran a la collada de Panissars. 1889-1891.

Mariano Barbasán Lagueruela, (Saragossa 1864 - Saragossa 1924) va ser un pintor aragonès.
Estudià a la Reial Acadèmia de Belles Arts de Sant Carles (València), on es va matricular entre 1880 i 1887, i on es va fer amic de Joaquim Sorolla i Salvador Abril. El 1887 es traslladà a Madrid i va començar a pintar quadres d'història molt teatrals, generalment en localitzacions toledanes i va presentar a l'Exposició Nacional el quadre Nit de Walpurgis de Faust. Graciès a la seva obra Josep explicant el somni del coper en el palau del Faraó, va rebre una pensió el 1889 per la Diputació de Saragossa perampliar els seus estudis de pintura a l'Acadèmia Espanyola de Belles Arts de Roma, on obrí el seu propi estudi de pintura i on fixà la seva residència, realitzant excursions a Subiaco i Anticoli Corrado per a treballs al natural.
Va romandre a Roma fins als 57 anys, momenten que tornà a Espanya per a ocupar un lloc a la Reial Acadèmia de Nobles i Belles Arts de Sant Lluís (Saragossa), vacant per la mort del pintor Pradilla.
Malgrat que va pintar inicialment alguna obra de caràcter històric (com Pedro III en la collada de Panissars), enviada a la Diputació de Saragossa el 1891, cultivà sobretot la pintura paisatgística i escenes de la vida rural. A Europa la seva obra va ser molt coneguda i exposà a Berlín, Múnic i Viena, i menys coneguda a Espanya El 1923, va realitzar una mostra antològica al Centro Mercantil de Zaragoza. Després de la mort del pintor, el seu fill en va fer una altra el 1925.
El seu estil és realista, amb certa influència de l'impressionisme (preimpressionisme italià, principalment) i de l'obra de Fortuny. Destaca pel seu colorisme i lluminosita.